# Kanurennsport-Weltmeisterschaften 2021
Die 46. Kanurennsport-Weltmeisterschaften fanden 2021 vom 16. bis 19. September in Kopenhagen (Dänemark) statt.
Es wurden Medaillen in 28 Disziplinen des Kanurennsports vergeben:

## Ergebnisse

### Männer

#### Canadier
| Event      | Gold                                                                       | Zeit | Silber                                                                    | Zeit | Bronze                                                            | Zeit |
| ---------- | -------------------------------------------------------------------------- | ---- | ------------------------------------------------------------------------- | ---- | ----------------------------------------------------------------- | ---- |
| C-1 500 m  | Deutschland Conrad Scheibner                                               |      | Tschechien Martin Fuksa                                                   |      | Moldau Oleg Tarnovschi                                            |      |
| C-1 1000 m | Deutschland Conrad Scheibner                                               |      | Tschechien Martin Fuksa                                                   |      | Ungarn Balázs Adolf                                               |      |
| C-1 5000 m | Ungarn Balázs Adolf                                                        |      | Deutschland Sebastian Brendel                                             |      | Russland Kirill Schamschurin                                      |      |
| C-2 500 m  | Italien Daniele Santini Nicolae Craciun                                    |      | Ungarn Ádám Fekete Jonatán Hajdu                                          |      | Russland Wladislaw Tschebotar Wiktor Melantjew                    |      |
| C-2 1000 m | Russland Wladislaw Tschebotar Kirill Schamschurin                          |      | Polen Tomasz Barniak Wiktor Głazunow                                      |      | Kuba Serguey Torres Fernando Jorge                                |      |
| C-4 500 m  | Ukraine Taras Mischtschuk Jurij Wandjuk Andrij Rybatschok Witalij Werheles |      | Polen Norman Zezula Michał Łubniewski Arsen Śliwiński Aleksander Kitewski |      | Russland Iwan Schtyl Wiktor Melantjew Michail Pawlow Pawel Petrow |      |

#### Kajak
| Event      | Gold                                                            | Zeit | Silber                                                   | Zeit | Bronze                                                     | Zeit |
| ---------- | --------------------------------------------------------------- | ---- | -------------------------------------------------------- | ---- | ---------------------------------------------------------- | ---- |
| K-1 200 m  | Italien Andrea Di Liberto                                       |      | Schweden Petter Menning                                  |      | Lettland Robertas Akmens                                   |      |
| K-1 500 m  | Belarus Mikita Borykau                                          |      | Portugal João Ribeiro                                    |      | Deutschland Moritz Willi Florstedt                         |      |
| K-1 1000 m | Portugal Fernando Pimenta                                       |      | Ungarn Bálint Kopasz                                     |      | Belarus Aleh Jurenja                                       |      |
| K-1 5000 m | Ungarn Bálint Noé                                               |      | Portugal Fernando Pimenta                                |      | Dänemark Mads Pedersen                                     |      |
| K-2 500 m  | Spanien Rodrigo Germade Marcus Walz                             |      | Deutschland Martin Hiller Tobias Schulz                  |      | Slowakei Denis Myšák Samuel Baláž                          |      |
| K-2 1000 m | Schweden Martin Nathell Dennis Kernen                           |      | Dänemark Morten Graversen Simon Jensen                   |      | Ungarn Tamás Kulifai Bálint Noé                            |      |
| K-4 500 m  | Ukraine Iwan Semykin Ihor Trunow Dmytro Danylenko Oleh Kucharyk |      | Slowakei Adam Botek Csaba Zalka Denis Myšák Samuel Baláž |      | Tschechien Radek Šlouf Jan Vorel Daniel Havel Jakub Špicar |      |

### Frauen

#### Canadier
| Event      | Gold                                                                          | Zeit | Silber                                                       | Zeit | Bronze                                                                            | Zeit |
| ---------- | ----------------------------------------------------------------------------- | ---- | ------------------------------------------------------------ | ---- | --------------------------------------------------------------------------------- | ---- |
| C-1 500 m  | Kanada Katie Vincent                                                          |      | Spanien Antía Jácome                                         |      | Polen Dorota Borowska                                                             |      |
| C-1 1000 m | Chile María Mailliard                                                         |      | Ukraine Ljudmyla Lusan                                       |      | Belarus Alena Nasdrowa                                                            |      |
| C-1 5000 m | Belarus Wolha Klimawa                                                         |      | Ungarn Zsófia Kisbán                                         |      | Chile María Mailliard                                                             |      |
| C-2 500 m  | Spanien María Corbera Patricia Coco                                           |      | Kuba Katherin Nuevo Yarisleidis Cirilo                       |      | Ungarn Bianka Nagy Giada Bragato                                                  |      |
| C-2 1000 m | Ukraine Anastassija Tschetwerikowa Ljudmyla Lusan                             |      | Belarus Nadseja Makartschanka Alena Nasdrowa                 |      | Kuba Katherin Nuevo Yarisleidis Cirilo                                            |      |
| C-4 500 m  | Belarus Alena Nasdrowa Nadseja Makartschanka Aljaksandra Kalaur Wolha Klimawa |      | Ungarn Virág Balla Kincső Takács Laura Gönczöl Réka Opavszky |      | Ukraine Anastassija Tschetwerikowa Ljudmyla Lusan Olena Zyhankowa Julija Kolesnyk |      |

#### Kajak
| Event      | Gold                                                                              | Zeit | Silber                                                         | Zeit | Bronze                                                                                      | Zeit |
| ---------- | --------------------------------------------------------------------------------- | ---- | -------------------------------------------------------------- | ---- | ------------------------------------------------------------------------------------------- | ---- |
| K-1 200 m  | Dänemark Emma Jørgensen                                                           |      | Ungarn Anna Lucz                                               |      | Russland Natalja Podolskaja                                                                 |      |
| K-1 500 m  | Neuseeland Aimee Fisher                                                           |      | Ungarn Tamara Csipes                                           |      | Dänemark Emma Jørgensen                                                                     |      |
| K-1 1000 m | Ungarn Alida Dóra Gazsó                                                           |      | Vereinigtes Königreich Lizzie Broughton                        |      | Dänemark Pernille Knudsen                                                                   |      |
| K-1 5000 m | Ungarn Emese Kohalmi                                                              |      | Irland Jenny Egan                                              |      | Vereinigtes Königreich Lizzie Broughton                                                     |      |
| K-2 200 m  | Russland Anastassija Dolgowa Kristina Kownir                                      |      | Ungarn Anna Lucz Blanka Kiss                                   |      | Polen Katarzyna Kołodziejczyk Dominika Putto                                                |      |
| K-2 500 m  | Ungarn Tamara Csipes Danuta Kozák                                                 |      | Belarus Maryna Litwintschuk Wolha Chudsenka                    |      | Belgien Lize Broekx Hermien Peters                                                          |      |
| K-4 500 m  | Belarus Marharyta Machnewa Nadseja Ljapeschka Wolha Chudsenka Maryna Litwintschuk |      | Ungarn Danuta Kozák Tamara Csipes Anna Kárász Alida Dóra Gazsó |      | Russland Swetlana Tschernigowskaja Jelena Anjuschina Kira Stepanowa Anastassija Pantschenko |      |

### Mixed

#### Canadier
| Event     | Gold                                 | Zeit | Silber                                  | Zeit | Bronze                                 | Zeit |
| --------- | ------------------------------------ | ---- | --------------------------------------- | ---- | -------------------------------------- | ---- |
| C-2 200 m | Russland Iwan Schtyl Irina Andrejewa |      | Polen Dorota Borowska Michał Łubniewski |      | Ungarn Kincső Takács Dávid Korisánszky |      |

#### Kajak
| Event     | Gold                             | Zeit | Silber                                   | Zeit | Bronze                                      | Zeit |
| --------- | -------------------------------- | ---- | ---------------------------------------- | ---- | ------------------------------------------- | ---- |
| K-2 200 m | Ungarn Kolos Csizmadia Anna Lucz |      | Portugal Francisca Laia Messias Baptista |      | Polen Bartosz Grabowski Marta Walczykiewicz |      |

## Medaillenspiegel
| Rang   | Nation                 | Gold | Silber | Bronze | Gesamt |
| ------ | ---------------------- | ---- | ------ | ------ | ------ |
| 1      | Ungarn                 | 6    | 8      | 4      | 18     |
| 2      | Belarus                | 4    | 2      | 2      | 8      |
| 3      | Ukraine                | 3    | 1      | 1      | 5      |
| 4      | Russland               | 3    | —      | 5      | 8      |
| 5      | Deutschland            | 2    | 2      | 1      | 5      |
| 6      | Spanien                | 2    | 1      | —      | 3      |
| 7      | Italien                | 2    | —      | 1      | 3      |
| 8      | Portugal               | 1    | 3      | —      | 4      |
| 9      | Dänemark               | 1    | 1      | 3      | 5      |
| 10     | Schweden               | 1    | 1      | —      | 2      |
| 11     | Chile                  | 1    | —      | 1      | 2      |
| 12     | Kanada                 | 1    | —      | —      | 1      |
| 12     | Neuseeland             | 1    | —      | —      | 1      |
| 14     | Polen                  | —    | 3      | 3      | 6      |
| 15     | Tschechien             | —    | 2      | 1      | 3      |
| 16     | Kuba                   | —    | 1      | 2      | 3      |
| 17     | Vereinigtes Königreich | —    | 1      | 1      | 2      |
| 17     | Slowakei               | —    | 1      | 1      | 2      |
| 19     | Irland                 | —    | 1      | —      | 1      |
| 20     | Belgien                | —    | —      | 1      | 1      |
| 20     | Moldau                 | —    | —      | 1      | 1      |
| 20     | Lettland               | —    | —      | 1      | 1      |
| Gesamt | Gesamt                 | 28   | 28     | 28     | 84     |